# Om
Om (иногда стилизовано как OM) — американская стоунер-рок-группа из Сан-Франциско, Калифорния. Группа была образована как дуэт в 2003 году ритм-секцией группы Sleep (басист Эл Сиснерос и барабанщик Крис Хакиус). В настоящее время Om — это трио, состоящее из Сиснероса, Эмиля Амоса (ударные) и Тайлера Троттера (клавишные).
В своих произведениях группа Om использует музыкальные структуры, схожие с тибетскими, византийскими и эфиопскими песнопениями, что можно услышать на дебютном альбоме Variations on a Theme. Само название группы происходит от индуистского Ом, обозначающего естественную вибрацию вселенной. Обложки всех альбомов, начиная с Pilgrimage, украшены православной иконографией.

## История
В первых трех альбомах Om участвовали Эл Сиснерос (вокал и бас), а также Крис Хакиус (ударные).
5 декабря 2007 года группа Om выступила в Иерусалиме. Их выступление длилось более пяти часов, и фрагмент этого концерта был выпущен на 12-дюймовом виниле компанией Southern Lord Records под названием Live at Jerusalem.
Альбом Pilgrimage 2007 года был выбран журналом Mojo «Андерграундным альбомом года». В том же году группа Om отыграли два знаменитых многочасовых концерта, один из которых, по слухам, продлился от четырёх до шести часов.
31 января 2008 года Крис Хакиус покинул группу, и его заменил барабанщик Эмиль Амос из Grails. 15 августа 2008 года Om выпустили винил 7" 45 под названием «Gebel Barkal» для лейбла Sub Pop Singles Club. В 2009 году на лейбле Important Records вышел концертный виниловый альбом Conference Live.
Четвёртый полноформатный студийный альбом, God is Good, был записан Стивом Альбини и выпущен лейблом Drag City 29 сентября 2009 года.
Пятый студийный альбом группы, Advaitic Songs, был выпущен лейблом Drag City 24 июля 2012 года. Он был высоко оценен критиками.
В ноябре 2013 года группа выступила в последнем выпуске фестиваля All Tomorrow’s Parties в Кэмбер-Сэндс, Англия.

## Дискография
Смотри статью «Дискография Om» в англ. разделе.